# Baronia d'Esponellà
La Baronia d'Esponellà és un títol nobiliari creat el 14 de juliol de 1717 per l'Arxiduc pretendent Carles d'Àustria i reconegut com a títol del regne pel rei Felip V el 12 de març de 1728 a favor de Gaspar de Berart i de Cortada, senyor del castell d'Esponellà. El 1899 va ser rehabilitat pel rei Alfons XIII a favor d'Epifani de Fortuny i de Carpi.

## Barons d'Esponellà
|                                                 | Titular                                         | Període                                         |
| Creació per Arxiduc pretendent Carles d'Àustria | Creació per Arxiduc pretendent Carles d'Àustria | Creació per Arxiduc pretendent Carles d'Àustria |
| ----------------------------------------------- | ----------------------------------------------- | ----------------------------------------------- |
| I                                               | Gaspar de Berart i de Cortada                   | 1717-                                           |
| II                                              | Ramon de Berart i de Ramon                      |                                                 |
| III                                             | Agnès de Berart i de Montanyola                 | -1815                                           |
| IV                                              | Ramon de Fluvià i de Berart                     | 1815-1832                                       |
| V                                               | Bernarda de Carpi i de Berart                   | 1832-1892                                       |
| Rehabilitació per Alfons XIII                   |                                                 |                                                 |
| VI                                              | Epifani de Fortuny i de Carpi                   | 1892-1924                                       |
| VII                                             | Carles de Fortuny i Miralles                    | 1924-1931                                       |
| VIII                                            | Epifani de Fortuny i Salazar                    | 1949-1989                                       |
| IX                                              | Carles de Fortuny i Cucurny                     | 1992-2006                                       |
| X                                               | Epifani de Fortuny i Palà                       | 2010-titular                                    |

## Història dels Barons d'Esponellà
- Gaspar de Berart i de Cortada,[6] I baró d'Esponellà (atorgat el 1717 per Carles VI del Sacre Imperi Romanogermànic).

Es va casar amb Agnès de Ramon i de Magarola. El va succeir el seu fill:
- Ramon de Berard i de Ramon,[8] II baró d'Esponellà.

Es va casar amb Manuela de Montanyola i Preen. El va succeir la seva filla:
- Agnès de Berart i de Montanyola (†1815),[10] III baronessa d'Esponellà.

Es va casar amb Antoni Gaietà de Fluvià i de Puiggener. La va succeir el seu fill:
- Ramon de Fluvià i de Berart (1764-1832), IV baró d'Esponellà.

Va morir sense fills i el va succeir la seva cosina segona:
- Bernarda de Carpi i de Berart (1817-1892),[12] V baronessa d'Esponellà.

Es va casar amb Carles de Fortuny i de Sent-romà (1815-1881). La va succeir el seu fill:
- Epifani de Fortuny i de Carpi (1838-1924),[14] VI baró d'Esponellà (rehabilitat el 1899 per Alfons XIII d'Espanya).

Es va casar amb María Teresa Miralles de Pérez-Cabrero (1848-1935). El va succeir el seu fill:
- Carles de Fortuny i Miralles (1872-1931),[16] VII baró d'Esponellà.

Es va casar amb María de la Asunción de Salazar y Ribó (1876-1943). El va succeir el seu fill:
- Epifani de Fortuny i Salazar (1898-1989),[18] VIII baró d'Esponellà.

Es va casar amb Monserrat Cucurny i Camps (1906-2000). El va succeir el seu fill:
- Carles de Fortuny i Cucurny (1928-2006), IX baró d'Esponellà.

Es va casar amb Carme Palà i de Gabàs. El va succeir el seu fill:
- Epifani de Fortuny i Palà, X baró d'Esponellà.